# Emåmejeriet
Emåmejeriet är ett mejeri som drivs i Hultsfred med produkter baserade på mjölk från lokala mjölkbönder. Företaget marknadsför sig som ett närproducerande företag och distribuerar själva mejeriprodukter till bland annat ICA, Coop, Willys och Martin & Servera i Småland. 
Mejeriet startades 2007. Det producerar dryckesmjölk, vispgrädde, smör, filmjölk, yoghurt, crème fraîche, ayran och från och med 2012 dessutom en rad olika ostar. Emåmejeriet omsatte under flera år över 70 miljoner kronor men har på senare år snarare omsatt 60 miljoner kronor till följd av hårdare konkurrens. 2024 försattes Emåmejeriet i konkurs efter att två konkursansökningar lämnats in till Kalmar tingsrätt, varefter det nybildade bolaget Smålandsmejeriet AB tog över verksamheten med fortsatt användning av Emåmejeriet som varumärke.